# قصر خيار
 بلدية قصر خيار  هـي مدينة ساحلية تقع شرق العاصمة طرابلس بحوالي 80 كيلومتر تقريباً، تحدها قرية غنيمة من الشرق ومدينة القرة بوللي من الغرب وشاطئ البحر من الشمال ومدينة مسلاتة من الجنوب، تتمتع بشاطي جميل وهي عبارة عن بلدية اعتمد سكانها على التجارة والزراعة وتربية المواشي. وفي الآونة الأخيرة بدأ النشاط التجاري يتخد طريقه نحو التطور حيث أن المدينة حالياً تشهد فترة انماء اقتصادي وتعتبر من أكثر المناطق المستعدة للاستثمار والإعمار حيث أنها تحوي عدداً من المحال التجارية والمصانع الصغيرة التي بدورها تساهم في تنمية النشاط الاقتصادي ويرجع ذلك للنمو السكاني الذي تشهده المدينة .
و يتكون النظام الإداري لمدينة قصر الأخيار من عدد من المحلات ومنها خيار المركز، الثمانين, العلوص، غنيمة، العواشير , وتتبع مدينة قصر الأخيار شعبية المرقب سابقاً، ولكن الآن هـي بلدية لوحدهـا وبالنسبة لسكان مدينة قصر الأخيار فقد عرف عنهم الكرم والطيبة وحسن الجور باعتبارها مدينة قديمة ترجع إلى العادات والتقاليد الليبية في علاقاتها الاجتماعية.
. 
.
قصر خيار قرية عمرها يزيد عن 4000 سنة، وسبب تسميتها بهذا الاسم يعود لقبيلة بني خيار وهي فرع من قبيلة هوارة التي كانت تقطن جبل نفوسة من قدمه في منطقة الخمس وحتى شمال ترهونة، شيد بنو خيار عدة قصور - قيل أنها خمسة لم يتبقّ منها  إلا واحد وهو الذي تعرف به اليوم والذي تم ترميمه في نهاية القرن التاسع على يد مدير المنطقة في ذلك الوقت المدعو فكيني أحد رجالات الرجبان، وقد رحلت قبيلة بنو خيار إلى منطقة المحرس -حاليا- بتونس عندما قدم المسلمون فاتحين لليبيا .
ومركز قصر خيار منطقة أثرية يعود معظم آثارها إلى العصر الروماني، وقد وجدت بها عدة كهوف درست عينات مم أدواتها الفخارية دلت على أنها تتراوح ما بين 1500 و 2000 سنة قبل الميلاد،

## أماكن سياحية
يوجد العديد من الأماكن والمناطق الجميلة بالمدينة ومن أشهرها قصر خيار الذي يوجد في المدينة ومصيف بسيس العائلي ومصيف أولاد حسين وأيضاً مصيف فم الوادي ومصيف المعطان حيت أنه كل المصائف الأخيرة الذكر هي مصائف عءراء وتعتبر من أجمل وأروع وأهدئ المصائف في ليبيا وكذلك سلسلة من الجبال الرائعة التي تحد المنطقة من الجهة الجنوبية، وتوجد بها عين من ماء عذب .
و قصر خيار منطقة أثرية يعود معظم آثارها إلى العصر الروماني، وقد وجدت بها عدة كهوف درست عينات مم أدواتها الفخارية دلت على أنها تتراوح ما بين 1500 و 2000 سنة قبل الميلاد، والتي ربما يعود بعضها إلى عصر النوميديين .